# 신군평
신군평(申君平,1306~1364)은 고려의 문신이다.

## 생애
고려 충숙왕조에 과거에 급제해 대관(臺官)이 되었다. 당시 권세 있는 자에게 뇌물을 주고 벼슬하는 자들이 많았는데, 이들의 고신(告身)에 서명하지 않자 왕의 뜻에 거슬려서 파직되었다. 
1352년(공민왕 원년) 나주목사(羅州牧使)에 제수되었는데, 어머니의 나이가 90살인데다 병들어 있었으므로 신군평은 굳이 사양하고 부임하지 않았다. 
1355년(공민왕 4) 좌대언(左代言)에 임명되었다. 이후 공민왕(恭愍王)이 승직(僧職)을 주려고 불렀으나, 신군평은 병을 핑계하고 사양했다.
1357년(공민왕 6) 어사대부(御史大夫)로서 국자시(國子試)를 주관해 이준(李竴) 등 98명을 뽑았다.
1364년(공민왕 13) 9월 28일, 사망하였다.
처음에 송악에 장사지었으나 후에 평산 궁위방으로 이장하였다.

## 가족 관계
※『씨족원류』를 참고했다.
- 증조 - 신적(申示+啇) : 병부낭중(兵部郎中)
  - 조부 - 신연(申衍) : 도관직랑(都官直郞)
    - 아버지 - 신중명(申仲明) : 국자박사(國子博士)ㆍ도관직랑(都官直郞), 증(贈) 병조참의(兵曹參議)
    - 어머니 - 경주 김씨(金氏)
      - 형 - 신집(申諿) : 전리판서(典理判書)ㆍ보문각대제학(寶文閣大提學), 증 이조판서(吏曹判書), 신개(申槩)의 조부
      - 부인 - 미상
        - 장남 - 신규(申珪) : 한양윤(漢陽尹)
        - 차남 - 신혼(申琿) : 기거랑(起居郞)ㆍ지제고(知製誥)
          - 손자 - 신호(申浩, ? ~ 1432년)

        - 3남 - 신수(申璲) : 정용장군(精勇將軍), 증 이조참의(吏曹參議)
          - 손자 - 신효창(申孝昌, ? ~ 1440년)

        - 4남 - 신우(申瑀) : 판사(判事)
        - 사위 - 오중경(吳仲卿)